# Belisana
Genre
Belisana est un genre d'araignées aranéomorphes de la famille des Pholcidae.

## Distribution
Les espèces de ce genre se rencontrent en Asie et en Océanie.

## Liste des espèces
Selon World Spider Catalog (version 26, 19/05/2025) :
- Belisana airai Huber, 2005
- Belisana akebona (Komatsu, 1961)
- Belisana aliformis Tong & Li, 2008
- Belisana amabilis (Paik, 1978)
- Belisana ambengan Huber, 2005
- Belisana anhuiensis (Xu & Wang, 1984)
- Belisana aninaj Huber, 2005
- Belisana apo Huber, 2005
- Belisana australis Huber, 2001
- Belisana babensis Yao, Pham & Li, 2015
- Belisana bachma Zhu & Li, 2021
- Belisana badulla Huber, 2019
- Belisana banlakwo Huber, 2005
- Belisana bantham Huber, 2005
- Belisana bawangensis Zhang & Peng, 2011
- Belisana benjamini Huber, 2005
- Belisana bijie Wang, S. Li & Yao, 2024
- Belisana bohorok Huber, 2005
- Belisana bubeng Zhu & Li, 2021
- Belisana cas Yao & Li, 2018
- Belisana champasakensis Yao & Li, 2013
- Belisana chaoanensis Zhang & Peng, 2011
- Belisana cheni Yao, Pham & Li, 2015
- Belisana chenjini Yao & Li, 2018
- Belisana chuandiani Li, Zheng & Yao, 2023
- Belisana clavata Yao, Pham & Li, 2015
- Belisana coblynau Huber & Clark, 2023
- Belisana colubrina Zhang & Peng, 2011
- Belisana crystallina Yao & Li, 2013
- Belisana cucphuong Zhu & Li, 2021
- Belisana curva Yao, Pham & Li, 2015
- Belisana daji Chen, Zhang & Zhu, 2009
- Belisana davao Huber, 2005
- Belisana daxiangi Li, Zheng & Yao, 2023
- Belisana decora Yao, Pham & Li, 2015
- Belisana denticulata Pham, 2015
- Belisana desciscens Tong & Li, 2009
- Belisana dian Yao & Li, 2018
- Belisana diaoluoensis Zhang & Peng, 2011
- Belisana dodabetta Huber, 2005
- Belisana doloduo Huber, 2005
- Belisana douqing Chen, Zhang & Zhu, 2009
- Belisana erawan Huber, 2005
- Belisana erromena Zhang & Peng, 2011
- Belisana exian Tong & Li, 2009
- Belisana fengzheni Li, Zheng & Yao, 2023
- Belisana fiji Huber, 2005
- Belisana floreni Huber, 2005
- Belisana flores Huber, 2005
- Belisana forcipata (Tu, 1994)
- Belisana fraser Huber, 2005
- Belisana freyae Huber, 2005
- Belisana galeiformis Zhang & Peng, 2011
- Belisana gedeh Huber, 2005
- Belisana gigantea Yao & Li, 2013
- Belisana gowindahela Huber, 2019
- Belisana guilin Yao & Li, 2020
- Belisana gupian Yao & Li, 2018
- Belisana gyirong Zhang, Zhu & Song, 2006
- Belisana halongensis Yao, Pham & Li, 2015
- Belisana honghe Zhang, Li & Yao, 2024
- Belisana hormigai Huber, 2005
- Belisana huberi Tong & Li, 2008
- Belisana inthanon Huber, 2005
- Belisana jaegeri Zhu & Li, 2021
- Belisana jimi Huber, 2005
- Belisana jiuxiang Zhang, Li & Yao, 2024
- Belisana junkoae (Irie, 1997)
- Belisana kachin Zhu & Li, 2021
- Belisana kaharian Huber, 2005
- Belisana kendari Huber, 2005
- Belisana ketambe Huber, 2005
- Belisana keyti Huber, 2005
- Belisana khanensis Yao & Li, 2013
- Belisana khaosok Huber, 2005
- Belisana khaoyai Huber, 2005
- Belisana khieo Huber, 2005
- Belisana kinabalu Huber, 2005
- Belisana lamellaris Tong & Li, 2008
- Belisana lancea Yao & Li, 2013
- Belisana langping L. Zhang, Li & Yao, 2024
- Belisana lata Zhang & Peng, 2011
- Belisana leclerci Huber, 2005
- Belisana leumas Huber, 2005
- Belisana leuser Huber, 2005
- Belisana lii Chen, Yu & Guo, 2016
- Belisana limpida (Simon, 1909)
- Belisana lincang Zhang, Li & Yao, 2024
- Belisana lingui L. Zhang, Li & Yao, 2024
- Belisana liupanshui Wang, S. Li & Yao, 2024
- Belisana longinqua Zhang & Peng, 2011
- Belisana luxi Zhang, Li & Yao, 2024
- Belisana mainling Zhang, Zhu & Song, 2006
- Belisana majiang Wang, S. Li & Yao, 2024
- Belisana maoer Yao & Li, 2020
- Belisana maogan Tong & Li, 2009
- Belisana marena Huber, 2005
- Belisana martensi Yao & Li, 2013
- Belisana marusiki Huber, 2005
- Belisana medog Yao & Li, 2020
- Belisana menghai Yao & Li, 2019
- Belisana mengla Yao & Li, 2020
- Belisana menglun Yao & Li, 2020
- Belisana mengyang Yao & Li, 2020
- Belisana minneriya Huber, 2019
- Belisana miyi B. Wang, Li & Yao, 2025
- Belisana muruo Yao & Li, 2020
- Belisana nahtanoj Huber, 2005
- Belisana naling Yao & Li, 2020
- Belisana nayong Wang, S. Li & Yao, 2024
- Belisana nomis Huber, 2005
- Belisana nujiang Huber, 2005
- Belisana parallelica Zhang & Peng, 2011
- Belisana phungae Yao, Pham & Li, 2015
- Belisana phurua Huber, 2005
- Belisana pianma Huber, 2005
- Belisana pisinna Yao, Pham & Li, 2015
- Belisana pranburi Huber, 2005
- Belisana protumida Yao, Li & Jäger, 2014
- Belisana putao Zhu & Li, 2021
- Belisana qixingguan Wang, S. Li & Yao, 2024
- Belisana ranong Huber, 2005
- Belisana ratnapura Huber, 2005
- Belisana rollofoliolata (Wang, 1983)
- Belisana sabah Huber, 2005
- Belisana sandakan Huber, 2005
- Belisana sarika Huber, 2005
- Belisana scharffi Huber, 2005
- Belisana schwendingeri Huber, 2005
- Belisana sepaku Huber, 2005
- Belisana strinatii Huber, 2005
- Belisana sumba Huber, 2005
- Belisana tadetuensis Yao & Li, 2013
- Belisana tambligan Huber, 2005
- Belisana tarang Zhu & Li, 2021
- Belisana tauricornis Thorell, 1898
- Belisana tengchong Zhang, Li & Yao, 2024
- Belisana tianlinensis Zhang & Peng, 2011
- Belisana tianyang L. Zhang, Li & Yao, 2024
- Belisana tongi Zhang, Li & Yao, 2024
- Belisana tongjiang B. Wang, Li & Yao, 2025
- Belisana tongle Zhang, Chen & Zhu, 2008
- Belisana triangula Yao, Pham & Li, 2015
- Belisana vietnamensis Yao, Pham & Li, 2015
- Belisana wangchengi Wang, Yao & Zhang, 2024
- Belisana wau Huber, 2005
- Belisana xiangensis Yao & Li, 2013
- Belisana xiaolongha Zhu & Li, 2021
- Belisana xigaze Yao & Li, 2020
- Belisana xishuangbanna Yao & Li, 2019
- Belisana xishui Chen, Zhang & Zhu, 2009
- Belisana xiuwen Wang, S. Li & Yao, 2024
- Belisana xiyuan Yao & Li, 2020
- Belisana xuanguan Yao & Li, 2020
- Belisana yadongensis (Hu, 1985)
- Belisana yalong Tong & Li, 2009
- Belisana yanbaruensis (Irie, 2002)
- Belisana yangi Zhang & Peng, 2011
- Belisana yangxiaodongi Yao & Li, 2018
- Belisana yanhe Chen, Zhang & Zhu, 2009
- Belisana yap Huber, 2005
- Belisana yongcong Wang, S. Li & Yao, 2024
- Belisana yongsheng Zhang, Li & Yao, 2024
- Belisana yuexiu Yao & Li, 2020
- Belisana yuhaoi Yang & Yao, 2023
- Belisana yunnan Zhang, Li & Yao, 2024
- Belisana zham Yao & Li, 2020
- Belisana zhangi Tong & Li, 2007
- Belisana zhengi Yao, Pham & Li, 2015
- Belisana zhouxi Wang, S. Li & Yao, 2024
- Belisana zunyi Wang, S. Li & Yao, 2024

## Systématique et taxinomie
Ce genre a été décrit par Thorell en 1898 dans les Pholcidae. Il est placé en synonymie avec Uthina par Simon en 1903. Il est relevé de synonymie par Deeleman-Reinhold en 1986.

## Publication originale
- Thorell, 1898 : « Viaggio di Leonardo Fea in Birmania e regioni vicine. LXXX. Secondo saggio sui Ragni birmani. II. Retitelariae et Orbitelariae. » Annali del Museo Civico di Storia Naturale di Genova, sér. 2, vol. 19 (39), p. 271-378 (texte intégral).